# José Luis Pichel
José Luis Pichel Martínez (Madrid, 6 de mayo de 1980) es un entrenador español de baloncesto. Actualmente es entrenador ayudante del Baloncesto Fuenlabrada de la Liga LEB Oro.

## Trayectoria
Comenzó su carrera de entrenador de formación en las categorías inferiores del Colegio San Agustín madrileño, donde pasó al Real Madrid Baloncesto en el que estuvo durante 10 años como entrenador de infantiles, cadetes y júniors.
Más tarde, ingresa en la cantera del Baloncesto Fuenlabrada para dirigir al equipo del Cadete A primero y después del Júnior A.
En la temporada 2020-21, se hace cargo del filial del Baloncesto Fuenlabrada al que dirige en la Liga EBA.
En la temporada 2021-22, alterna el cargo de primer entrenador del filial con el de entrenador ayudante de Josep Maria Raventós en el primer equipo de Liga Endesa.
El 11 de octubre de 2022, tras la destitución de Josep Maria Raventós, se hace cargo del primer equipo del Carplús Fuenlabrada en la jornada 4 de la Liga Endesa. A los mandos del técnico madrileño, el Carplús Fuenlabrada logra pasar de 0-3 a un 3-4 en la Liga Endesa.
El 24 de enero de 2023, tras cosechar 10 derrotas consecutivas, Pichel es relevado por Óscar Quintana y continuaría en el club como entrenador ayudante del técnico cántabro.
En agosto de 2023, firma como entrenador ayudante de Jenaro Díaz en el Club Baloncesto Clavijo de la Liga LEB Oro.
El 7 de agosto de 2024, firma como entrenador asistente de Toni Ten en el Baloncesto Fuenlabrada de la LEB Oro.